# Morti nel 1298
| Questa pagina contiene informazioni ricavate automaticamente dalle voci biografiche con l'ausilio del template Bio e di un bot. L'aggiornamento è periodico e automatico e ricostruisce completamente la pagina. Se manca una persona in questa lista, sei pregato di non aggiungerla, ma accertati piuttosto che la sua voce biografica contenga il template Bio e che i dati anagrafici siano correttamente compilati. Se il template Bio manca, inseriscilo tu stesso o, in alternativa, metti l'avviso {{tmp\|Bio}} che ne segnala la mancanza. Se i dati riportati sono sbagliati, correggi direttamente la voce biografica; le modifiche saranno visibili in questa lista entro pochi giorni. Per chiarimenti vedi il progetto biografie. La lista contiene solo le 27 persone che sono citate nell'enciclopedia e per le quali è stato implementato correttamente il template Bio. Pagina aggiornata al 10 ago 2025. |

- 14 marzo - Pietro di Giovanni Olivi, francescano, predicatore e teologo francese
- 25 marzo - Sigfrido I di Anhalt-Zerbst, principe
- 3 giugno - Pietro dell'Aquila, cardinale e vescovo cattolico italiano
- 11 giugno - Iolanda di Polonia, principessa e religiosa ungherese (n. 1235)
- 2 luglio - Adolfo di Nassau, sovrano
- 23 luglio - Teodoro III d'Armenia, re (n. 1271)
- 3 agosto - Jean di Nanteuil, vescovo cattolico francese
- 25 agosto - Alberto II di Sassonia, nobile tedesco (n. 1250)
- 11 settembre - Filippo d'Artois, nobile francese (n. 1269)
- 25 settembre - Isabella di Lussemburgo, marchesa lussemburghese (n. 1247)
- 29 settembre - Guido da Montefeltro, militare, politico e religioso italiano
- 19 novembre - Matilde di Hackeborn, religiosa, mistica e santa tedesca
- 30 dicembre - Ugo Aycelin de Billom, cardinale e vescovo cattolico francese
- 31 dicembre - Humphrey de Bohun, III conte di Hereford, nobile inglese
- Anna di Borgogna, nobile francese (n. 1255)
- Giovanni Balbi, grammatico e teologo italiano
- Teodorico de' Borgognoni, medico e vescovo cattolico italiano (n. 1206)
- Bruno
- Jacopo del Cassero, magistrato e condottiero italiano
- Andrea Dandolo, politico e ammiraglio italiano
- Saba Malaspina, vescovo cattolico e storico italiano
- Giovanni da Procida, medico, politico e diplomatico italiano (n. 1210)
- Ramkhamhaeng, re siamese
- William de Beauchamp, IX conte di Warwick, nobile inglese (n. 1237)
- Smilec di Bulgaria, sovrano bulgaro
- Aimerico IV di Narbona, nobile francese
- Jacopo da Varazze, vescovo cattolico e poeta italiano